# Quirino, Ilocos Sur

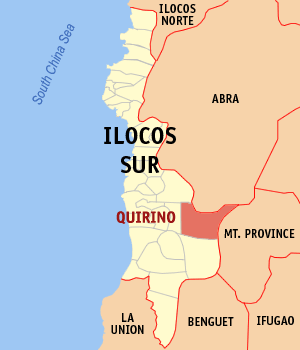
Bản đồ Ilocos Sur với vị trí của Quirino

Quirino là một đô thị hạng 4 ở tỉnh Ilocos Sur, Philippines. Theo điều tra dân số năm 2000 của Philipin, đô thị này có dân số 7.130 người trong 1.348 hộ.

## Các đơn vị hành chính
Quirino được chia ra 9 barangay.
- Banoen
- Cayus
- Lamag
- Malideg
- Namitpit
- Patiacan
- Legleg
- Suagayan
- Tubtuba